# Макронеоднорідність
Макронеоднорі́дність (рос. макронеоднородность; англ. macroinhomogeneity; нім. Makroinhomogenität f) — неоднорідний просторовий розподіл компонентів або структурних одиниць на макрорівні.
Термін може застосовуватися у ряді галузей.

## Приклади

### При нафто- та газовидобуванні
При нафто- та газовидобуванні — просторовий розподіл колекторів нафти і газу і неколекторів всередині пласта (горизонту, експлуатаційного об'єкта). Розподіл на макро- і мікронеоднорідність має дещо умовний характер. Син. — об'ємна неоднорідність.